# Troo (serial animowany)
Troo – polski serial animowany opowiadający o nastolatku interesującym się emo i stylem scene. Serial był emitowany na 4fun.tv od 1 grudnia 2008 do 11 maja 2009, a także w rebel.tv w 2011 roku.
Premiera serialu wspierana była akcją promocyjną w czasopismach: Dlaczego, Machina, Teraz Rock, Pulp i Move Out, a również w serwisach internetowych Wirtualna Polska i MySpace oraz w sieci kin Multikino.
Tytułowy Troo to pochodzący z dużego miasta chłopak podkreślający strojem swoje oryginalne preferencje muzyczne. Oficjalnie identyfikuje się on z subkulturą emo, jednak często podważa komunały tej grupy, rozmyślając nad swoim podejściem do świata.

## Fabuła

### Seria 1
Troo zmuszony jest przeprowadzić się wraz z rodzicami do prowincjonalnego Pochlastowa, gdzie od początku jest atakowany z racji swojego odmiennego wyglądu i sposobu bycia. W kolejnych odcinkach poznajemy historię jego pobytu w nowym miejscu, poszukiwania bratnich dusz – np. w poznanej rówieśniczce Matyldzie, również żyjącej stylem scene – i walki ze stereotypami, a także bandą prymitywnych dresiarzy.

## Obsada
Występują:
- Grzegorz Drojewski – Jakub „Troo” Moss
- Matylda Damięcka – Matylda
- Jarosław Boberek –
  - Karłowski „Duży” „Szef”,
  - Mały,
  - Łysy,
  - Dozorca Szufla,
  - Dyrektor,
  - Tata Troo,
  - Ekolog,
  - Komendant Karłowski,
  - Ksiądz
  - Antyglobalista
  - Tata Matyldy
  - Chińczyk trenujący Skejta i Troo
  - Lektor „W poprzednim odcinku”
- Elżbieta Kopocińska-Bednarek – 
  - Matematyczka,
  - Mama Troo,
  - Mama Skejta
- Joanna Pach – Sandra
- Jakub Molęda – Lanser
- Bartosz Magdziarz – 
  - Skejt,
  - Kobra

i inni 

## Spis odcinków
| Premiera       | №  | Tytuł polski            |
| -------------- | -- | ----------------------- |
| SERIA PIERWSZA |    |                         |
| 01.12.2008     | 01 | Nowy                    |
| 08.12.2008     | 02 | Analfabeci i bandyci    |
| 15.12.2008     | 03 | Matylda                 |
| 22.12.2008     | 04 | Koncert                 |
| 29.12.2008     | 05 | Dilerzy                 |
| 05.01.2009     | 06 | Intryga                 |
| 12.01.2009     | 07 | Impra                   |
| 19.01.2009     | 08 | Szufla                  |
| 26.01.2009     | 09 | Koń trojański           |
| 02.02.2009     | 10 | Fabryka chińskich zupek |
| 09.02.2009     | 11 | Randka                  |
| 16.02.2009     | 12 | Megafon                 |
| 23.02.2009     | 13 | Rywal                   |
| 02.03.2009     | 14 | Dół                     |
| 09.03.2009     | 15 | Zadyma                  |
| 16.03.2009     | 16 | Kapela                  |
| 23.03.2009     | 17 | Inny Skejt              |
| 30.03.2009     | 18 | Ustawka                 |
| 06.04.2009     | 19 | Oczyszczenie z zarzutów |
| 13.04.2009     | 20 | Próba                   |
| 20.04.2009     | 21 | Kolędnicy               |
| 27.04.2009     | 22 | Sylwester               |
| 04.05.2009     | 23 | Koncert                 |
| 11.05.2009     | 24 | Pożegnanie              |

## Kolejne sezony
Na początku listopada 2009 roku na oficjalnej stronie serialu pojawił się półminutowy trailer, zapowiadający drugi sezon serialu. Tak jak seria pierwsza, miała ona być emitowany na 4fun.tv. Catmood planował premierę pierwszych odcinków na wiosnę 2010 roku, ta jednak nie odbyła się.
14 września 2011 roku Catmood wznowił rozmowy z 4fun.tv. Wytwórnia starała się doprowadzić do emisji serialu jesienią 2011 lub wiosną 2012 roku. Catmood zadeklarowało również chęć stworzenia 3 sezonu serialu. Próbne fragmenty drugiego sezonu (ulepszone pod kątem graficznym) ukazały się na YouTube.
W marcu 2012 roku Catmood oficjalnie poinformował o odmowie emisji drugiej serii Troo przez 4FunTV. Powodem była zbyt niska oglądalność serialu.

## Ścieżka dźwiękowa
Muzykę do serialu wykonuje zespół Spleen. Na potrzeby serialu grupa nagrała 8 utworów:
- Gdy pada deszcz (2:31)
- Końca chcę (3:27)
- Nie widzieć gwiazd (3:08)
- Paranoje (3:16)
- Echo Dnia (3:32)
- Nie masz szans (2:42)
- Obudzić się (3:12)
- Co w nas jest (3:02)